# Nekkeveld
Nekkeveld (52° 15′ N, 5° 25′ L) é uma vila dos Países Baixos, na província de Guéldria. Nekkeveld pertence ao município de Nijkerk, e está situada a 8 km, a norte de Amersfoort.